# At Stjæle fra en Åben Sjæl
At Stjæle fra en Åben Sjæl er en dansk kortfilm fra 2014 instrueret af Thorbjørn Kragh efter eget manuskript.

## Handling
Da en stille aften med kæresten udvikler sig til et indbrud, knækker filmen for Freja. Hun opsøger gerningsmanden og lader sig styre af sine instinkter.